# A Bit of What You Fancy
A Bit of What You Fancy — дебютный студийный альбом английской рок-группы The Quireboys, выпущенный в январе 1990 года на лейбле EMI.

## История записи
После разогрева Guns N’ Roses во время их тура Appetite for Destruction Tour, The Quireboys заметила Шэрон Осборн, которая помогла группе заключить контракт с EMI. Для записи альбома, группа перебралась в Лос-Анджелес, что для всех участников стало первым заграничным путешествием. Рекорд-сессии начались весной 1989 года в голливудской студии Cherokee Studios под руководством Джорджа Татко и Джима Кригана. Джим Криган, работавший сессионным гитаристом Cockney Rebel и Рода Стюарта понял в каком направлении должна двигаться группа и часто давал советы недавно пришедшему Гаю Гриффину. Все барабанные партии на альбоме сыграл Иэн Уоллас (King Crimson, Дон Хенли, Боб Дилан).
Большая часть вошедших в альбом песен является старым материалом группы. «There She Goes Again», «Sex Party», «Misled» и «Man on the Loose» выходили на синглах «There She Goes Again» и «Mayfair» за два года до альбома. А оригинальные записи шести из двенадцати альбомных песен, сделанные во время двухдневной рекорд-сессии в лондонской студии, вошли в сборник 1994 года From Tooting to Barking. Для A Bit of What You Fancy The Quireboys переделали структуру старых песен, сделав их не такими мрачными как оригиналы.

## Выпуск
В конце 1989 года был выпущен сингл с песней «7 O’Clock», би-сайдом к которому стали «Pretty Girls» и «How Do You Feel», достигший 36 строчки в UK Singles Chart и 15 в американском Mainstream Rock. А в январе 1990 года вышел альбом A Bit of What You Fancy, получивший положительные отзывы в прессе и взлетевший на 2 строчку чарта UK Albums Chart., а также достигший 111 строчки чарта Billboard 200.
Следующим синглом стал «Hey You», достигший 14 строчки в UK Singles Chart. Би-сайдом к синглу стала «Sex Party», а в CD и 12" версию также добавлена концертная версия блюзового стандарта «Hoochie Coochie Man».
Баллада «I Don’t Love You Anymore», выпущенная третьим синглом, достигла 24 строчки в UK Singles Chart и 76 в Billboard Hot 100. Би-сайдами к ней стали оригинальная версия «Mayfair», а в некоторых изданиях и концертная версия «Hey You».

В конце лета был переиздан сингл «There She Goes Again», достигший 37 строчки в UK Singles Chart и побивший собственный рекорд 1988 года, когда он остановился на 87 позиции На все четыре сингла были сняты видеоклипы, транслировавшиеся по MTV.
Для раскрутки альбома The Quireboys отправились в мировой тур, продлившийся больше года, где выступила с такими группами как L.A. Guns, Heart, The Charlatans, Soundgarden, The Cult, а в августе 1990 года отыграли на ежегодном фестивале Monsters of Rock.
В 2009 году вышло переиздание A Bit of What You Fancy, приуроченное к 20-летию альбома. В него в качестве бонус-треков было добавлено 8 демоверсий альбомных песен, записанных в 1989 году.

## Список композиций
- Все песни написаны Джонатаном Грэем (Спайк) и Гаем Бэйли, кроме отмеченных.

| №   | Название                   | Автор(ы)                   | Длительность |
| --- | -------------------------- | -------------------------- | ------------ |
| 1.  | «7 O’Clock»                |                            | 3:38         |
| 2.  | «Man on the Loose»         |                            | 4:15         |
| 3.  | «Whippin’ Boy»             | Грэй, Бэйли, Вилли Даулинг | 4:28         |
| 4.  | «Sex Party»                |                            | 2:36         |
| 5.  | «Sweet Mary Ann»           |                            | 3:38         |
| 6.  | «I Don’t Love You Anymore» |                            | 5:01         |
| 7.  | «Hey You»                  |                            | 3:20         |
| 8.  | «Misled»                   |                            | 3:35         |
| 9.  | «Long Time Comin’»         |                            | 3:26         |
| 10. | «Roses & Rings»            |                            | 4:12         |
| 11. | «There She Goes Again»     |                            | 2:56         |
| 12. | «Take Me Home»             |                            | 4:11         |

Японское издание альбома включает два бонус-трека: «Pretty Girls» и «How Do You Feel».
| №   | Название                          | Длительность |
| --- | --------------------------------- | ------------ |
| 13. | «7 O’Clock» (demo)                | 2:48         |
| 14. | «Man on the Loose» (demo)         | 2:35         |
| 15. | «I Don’t Love You Anymore» (demo) | 4:35         |
| 16. | «Hey You» (demo)                  | 2:35         |
| 17. | «Misled» (demo)                   | 2:47         |
| 18. | «Long Time Comin’» (demo)         | 3:04         |
| 19. | «Roses & Rings» (demo)            | 2:58         |
| 20. | «Take Me Home» (demo)             | 4:21         |

## Участники записи
The Quireboys
- Спайк — вокал
- Гай Бэйли — гитара
- Гай Гриффин — гитара
- Крис Джонстоун — клавишные
- Найджел Могг — бас-гитара
- Иэн Уоллас — ударные

А также
- Мирна Мэтьюс — бэк-вокал
- Клэйден Джексон — бэк-вокал
- Джулия Уолтерс — бэк-вокал
- Кевин Сэвиган — аранжировщик струнных
- Ли Торнберг — духовая секция
- Майк Рис — мастеринг
- Иэн Джонс — мастеринг
- Гэвин Райт — оформление